# Cryphia sordida
Cryphia sordida là một loài bướm đêm trong họ Noctuidae.